# Butler County (Missouri)
Butler County is een county in de Amerikaanse staat Missouri.
De county heeft een landoppervlakte van 1.807 km² en telt 40.867 inwoners (volkstelling 2000). De hoofdplaats is Poplar Bluff.